# Europska prvenstva u veslanju
Europska prvenstva u veslanju je međunarodno veslačko natjecanje koje organizira Međunarodna veslačka federacija.
Prvo je održano 1893., a održavala su se do 1962., kada je uvedeno Svjetska prvenstva u veslanju , koje je postalo godišnjim natjecanjem od 1974. Ženska natjecanja se uvelo 1954., no u ono vrijeme su muška i ženska natjecanja se održavala u različitim terminima i lokacijama.
27. svibnja 2006. su članice FISA-e izglasovale ponovno uvođenje europskih prvenstava.

## Prvenstva

### EP nakon 2006.
| Godina   | Datum održavanja              | Grad domaćin          |
| -------- | ----------------------------- | --------------------- |
| EP 2007. | 21. – 23. rujna 2007.         | Poznan                |
| EP 2008. | 19. – 21. rujna 2008.         | Schinias, Marathon    |
| EP 2009. | 18. – 22. rujna 2009.         | Brest                 |
| EP 2010. | 10. – 12. rujna 2010.         | Montemor-o-Velho      |
| EP 2011. | 16. – 18. rujna 2011.         | Plovdiv               |
| EP 2012. | 14. – 16. rujna 2012.         | Varese                |
| EP 2013. | 31. svibnja - 2. lipnja 2013. | Sevilla               |
| EP 2014. | 30. svibnja - 1. lipnja 2014. | Beograd               |
| EP 2015. | 29. – 31. svibnja 2015.       | Poznan                |
| EP 2016. | 6. – 8. svibnja 2016.         | Brandenburg na Havelu |
| EP 2017. | 26. – 28. svibnja             | Račice u Štětí        |
| EP 2018. | 2. – 5. kolovoza              | Glasgow               |
| EP 2019. |                               | Luzern                |
| EP 2020. |                               | Poznań                |
| EP 2021. |                               | Varese                |
| EP 2022. |                               | München               |

### EP prije 2007.
- 1973.  (danas ) Moskva
- 1972.  (ženska natjecanja) Brandenburg, DR Njemačka
- 1971.  Kopenhagen
- 1970. (ženska natjecanja)  Tata
- 1969.  Celovec
- 1968. (ženska natjecanja)  Berlin
- 1967.  Vichy
- 1966. (ženska natjecanja)  Bosbaan, Amsterdam
- 1965.  Duisburg
- 1964.  Bosbaan, Amsterdam
- 1963.  Kopenhagen; (ženska natjecanja) Moskva, SSSR)
- 1962.  (ženska natjecanja) istočni Berlin
- 1961.  Prag
- 1960. (ženska natjecanja)  Welsh Harp, Willesden, London
- 1959.  Macon
- 1958.  Poznanj
- 1957.  Duisburg
- 1956.  (danas )Bled
- 1955.  Gent (ženska natjecanja)  Bukurešt
- 1954.  Bosbaan, Amsterdam
- 1953.  Kopenhagen
- 1952.
- 1951.  Macon
- 1950.  Milano
- 1949.  Amsterdam
- 1948.
- 1947.  Luzern

- 1941.  (danas: ) Dubrovnik (natjecanje predviđeno za srpanj nije održano)
- 1938.  Milano
- 1937.  Amsterdam, Nizozemska
- 1935. Berlin, Njemačka
- 1934.  Rotsee, Luzern
- 1933.  Budimpešta
- 1932.  (danas ) Beograd
- 1931.  Pariz
- 1930.  Liège
- 1929.  Bydgoszcz
- 1928.
- 1927.  Como
- 1926.  jezero Luzern, Luzern
- 1925.  Prag
- 1924.
- 1923.
- 1922.
- 1921.
- 1920.
- 1913.  Gent
- 1912.
- 1911.  Como, Italija
- 1910.
- 1909.
- 1908.  jezero Luzern, Luzern
- 1907.
- 1906.
- 1905.
- 1904.
- 1903.
- 1902.
- 1901.
- 1900.
- 1899.
- 1898.
- 1897.
- 1896.
- 1895.
- 1894.
- 1893.  jezero Orta, Italija